# Amour vainqueur

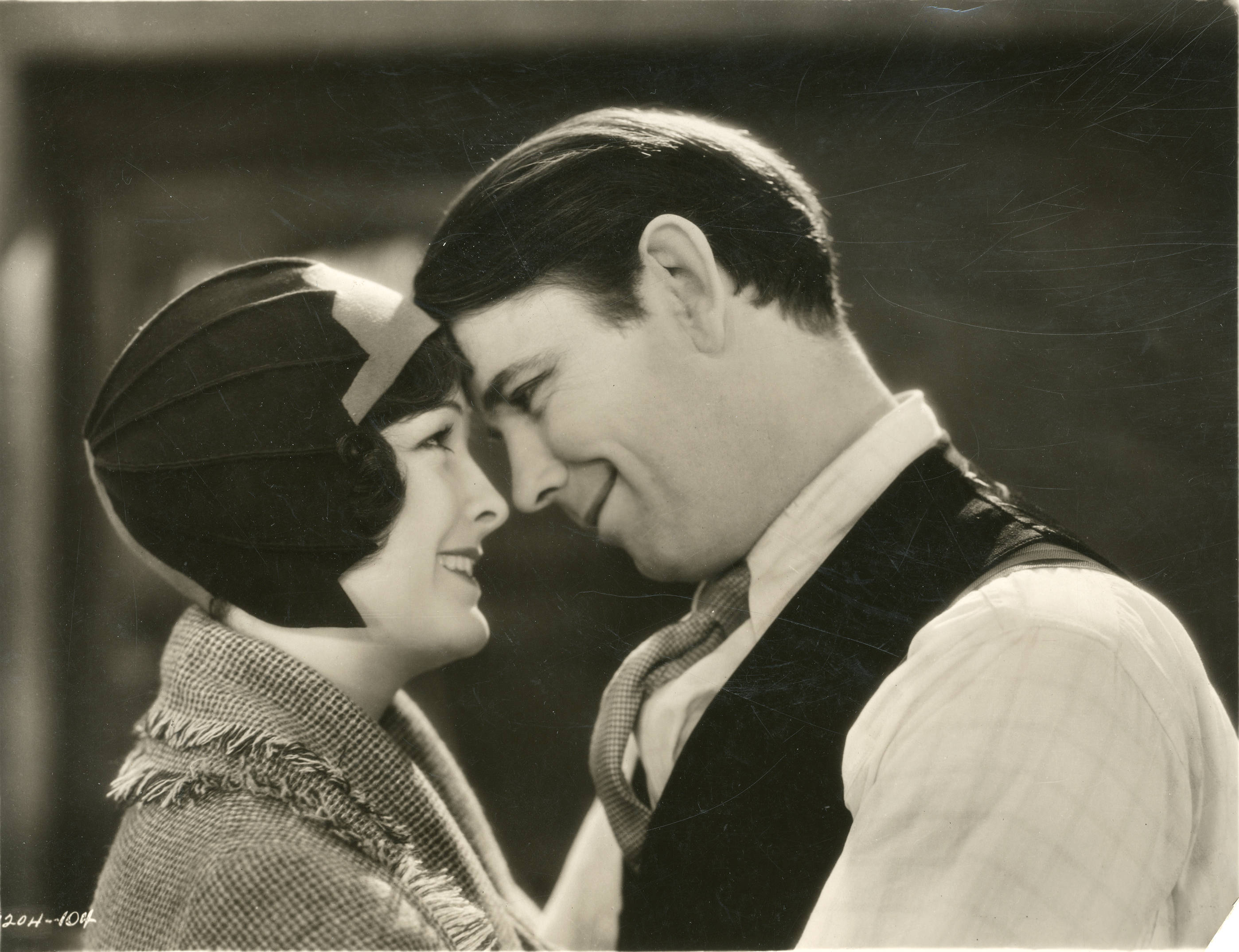
Eddie Dowling et Marian Nixon.

Amour vainqueur (The Rainbow Man) est un film américain pré-Code réalisé par Fred C. Newmeyer, sorti en 1929.

## Synopsis
Rainbow Ryan, un artiste, adopte Billy Ryan, le fils d'un ami acrobate tué sur scène. Se produisant dans une petite ville, Rainbow tombe amoureux de Mary Land, la fille d'un hôtelier strict qui désapprouve tout acteur de théâtre. Rainbow poursuit le spectacle, et Mary découvre que Billy est le fils de sa sœur décédée. Mary se lance à la poursuite de Rainbow, qui renvoie Billy chez elle, renonçant à son amour pour elle de peur d'aller à l'encontre de l'ordre de son père qui lui interdit de fréquenter les artistes. Le spectacle est cependant programmé dans une petite ville proche de chez Mary, et Billy s'enfuit pour voir Rainbow. Mary la suit, et elle et Rainbow sont réunis.

## Fiche technique
- Réalisation : Fred C. Newmeyer

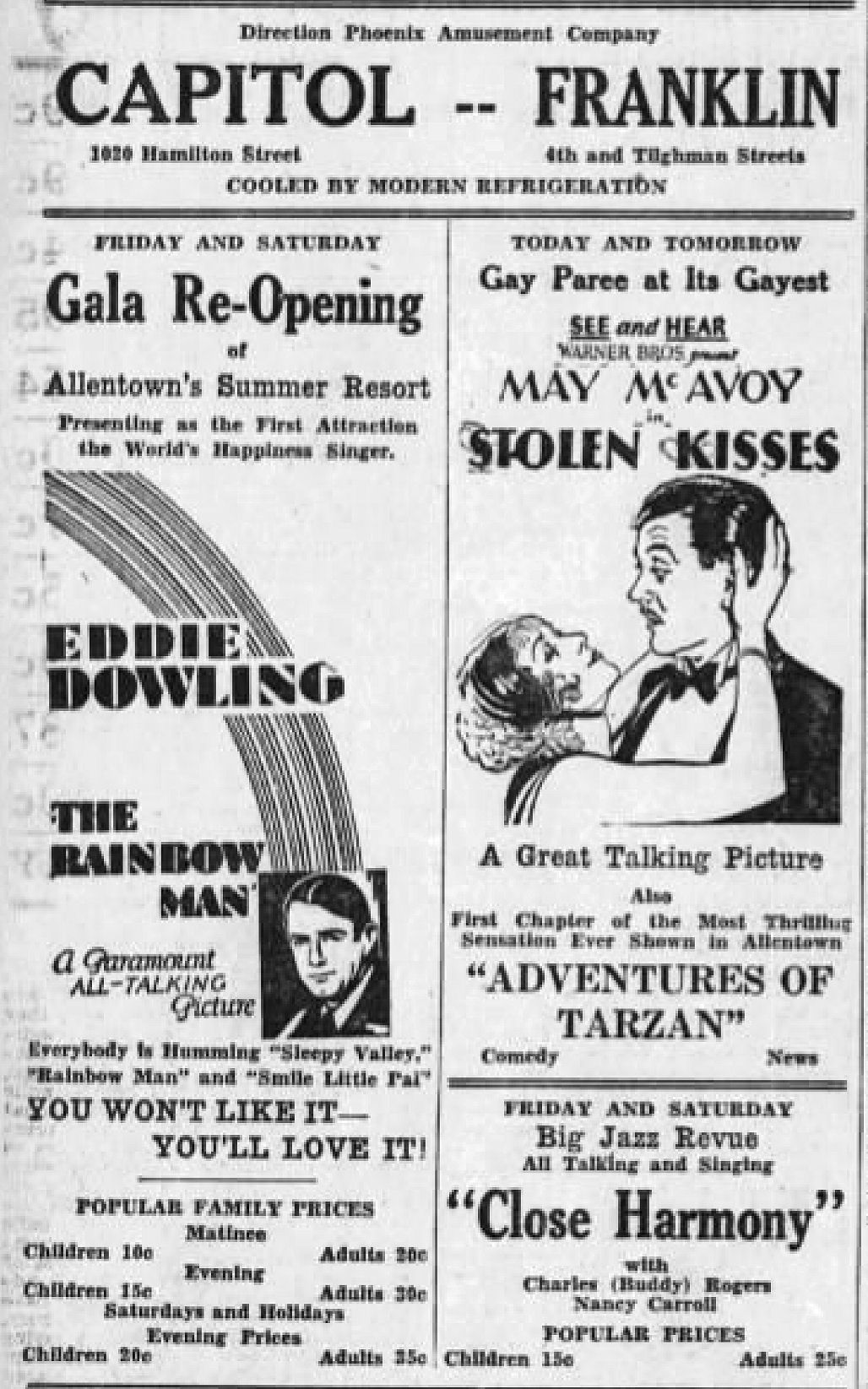
Annonce pour le film.

- Scénario : Frances Agnew et Eddie Dowling d'après une histoire d'Eddie Dowling
- Producteurs : Eddie Dowling, George W. Weeks
- Photographie : Jack MacKenzie
- Montage : J.R. Crone
- Musique : Louis F. Gottschalk
- Production : George W. Weeks Productions, Sono Art-World Wide Pictures
- Pays de production :  États-Unis
- Distributeur : Paramount Pictures
- Durée : 96 minutes
- Date de sortie :
  - États-Unis : 16 mai 1929
  - France : 4 avril 1930

## Distribution
- Eddie Dowling : Rainbow Ryan
- Marian Nixon : Mary Lane
- Frankie Darro :Billy Ryan
- Sam Hardy : Doc Hardy
- Lloyd Ingraham : Colonel Lane
- George 'Gabby' Hayes : Bill
- Dannie Mac Grant (non crédité)

## Réception critique
D'après un article du New York Times « The Rainbow Man is an ingenuous stream of slow music and tears, with occasional interludes of more or less effective comedy. Those in the theatre laughed heartily at the fun, and for all one knows they may have shed tears over the distressing state of affairs that surround Rainbow Ryan (Mr. Dowling). Sometimes the incidents are reminiscent of ancient melodramas, for one perceives the most amazing coincidences throughout the picture. »